# Гаранин, Евгений Евгеньевич
Евгений Евгеньевич Гаранин (род. 3 августа 1973, Воскресенск, Московская область) — советский и российский хоккеист, нападающий.

## Биография
Воспитанник воскресенского «Химика». 16 декабря 1991 года в гостевом матче против «Торпедо» Усть-Каменогорск (5:7) дебютировал за команду в чемпионате СССР, проведя единственный матч в сезоне; забил 4-ю шайбу клуба в игре. На протяжении шести сезонов был игроком основного состава «Химика». В сезоне 1998/99 провёл семь матчей, в следующем сезоне не выступал. В сезоне 2000/01 играл за «Витязь» и МГУ. Пропустив сезон 2001/02, в дальнейшем выступал за «Липецк» (2002/03), ТХК (2003/04) и «Воронеж» (2003/04).
На драфте НХЛ 1992 года был выбран в 10-м раунде под 228-м номером клубом «Виннипег Джетс».